# Gerloc
Gerloc (Geirlaug; späterer Taufname Adele; * vor 911 in Rouen; † nach 969) war die Tochter von Rollo, Jarl der Normannen und Graf von Rouen, und Poppa von Bayeux, somit die Schwester von Herzog Wilhelm Langschwert aus der Familie der Rolloniden. Sie war durch Heirat Gräfin von Poitou.

## Leben
Über das Leben von Gerloc berichten u. a. der Chronist Dudo von Saint-Quentin im 47. Kapitel seiner Geschichte der Normannen sowie Wilhelm von Jumièges im 39. Kapitel seiner Gesta Normannorum Ducum. Die Tochter Rollos wurde vor dem 911 abgeschlossenen Vertrag von Saint-Clair-sur-Epte geboren. Ihr skandinavischer Geburtsname Gerloc wurde bei ihrer Taufe, durch die sie das Christentum annahm, im Jahr 912 in Adele geändert; in der Literatur wird sie daher oft mit dem Doppelnamen Gerloc-Adele angesprochen. Nachdem Wilhelm Werghaupt († 3. April 963) aus der Familie der Ramnulfiden seinem Vater Ebalus Manzer († um 934/935) als Graf von Poitou gefolgt war, suchte er eine vorteilhafte Heiratsverbindung einzugehen. Er bat Wilhelm Langschwert während einer von diesem veranstalteten Hirschjagd im Wald von Lions um die Hand von dessen Schwester Adele. Aufgrund der Fürsprache Hugos des Großen und des Grafen Heribert II. von Vermandois sowie der Zustimmung der Gefolgsleute von Wilhelm Langschwert bewilligte dieser den Heiratswunsch des Grafen von Poitou. So konnte Wilhelm Werghaupt noch vor Ende 935 Adele ehelichen.
Gerloc-Adele und Wilhelm Werghaupt hatten zwei Kinder:
- Wilhelm Eisenarm (* um 937; † 995/996), Graf von Poitou, Herzog von Aquitanien
- Adelheid (* wohl 950, † 15. Juni 1006); ⚭ um Sommer 968 Hugo Capet († 996), 987 König von Frankreich (Robertiner, Stammliste der Kapetinger)

Adele war eine christliche Eiferin und beeinflusste in diesem Sinn ihren Bruder und ihren Ehemann. So beteiligte sie sich an den Plänen, die ihr Bruder Wilhelm Langschwert zum Wiederaufbau der Abtei Jumièges entwickelte. Zur Durchführung einer Reform in diesem Klosters sandte sie ihm 940 Martin, Abt von Saint-Cyprien de Poitiers, und zwölf von dessen Ordensleuten.
Am 14. Oktober 962 gab König Lothar von Frankreich Adele das Recht, über ihren Besitz im Poitou – ein großes Landgut (Cour de Faye) nahe Poitiers – selbst zu verfügen, womit er einen langen Streit zwischen ihrem Ehemann und den Robertinern beendete. Mit diesem Besitz gründete sie nach dem Tod ihres Gemahls zwischen 963 und 969 das Kloster Sainte-Trinité auf einem von ihr gekauften großen Gelände in Poitiers. Lothar autorisierte diese Stiftung durch ein königliches Diplom. In dieses Konvent zog sich Adele bis zu ihrem nicht genau datierbaren, jedenfalls aber vor 990 erfolgten Tod zurück und wurde hier auch beigesetzt.